# Anthoceros bharadwajii
Anthoceros bharadwajii là một loài rêu trong họ Anthocerotaceae. Loài này được Udar & A. K. Asthana mô tả khoa học đầu tiên năm 1985.